# Piaski (rejon mościski)
Piaski (ukr. Пісок) – wieś na Ukrainie, w rejonie jaworowskim (do 2020 roku w rejonie mościskim) obwodu lwowskiego.
Dawniej gmina jednostkowa w powiecie wiszeńskim Królestwa Galicji i Lodomerii. W II RP już nie fiuruje jako samodzielna gmina, lecz jako część gminy Tuligłowy. Od 1934 w zbiorowej gminie Twierdza.
Po wojnie włączone do Związku Radzieckiego (Ukraińskiej SRR).